# Песчаное (Днепропетровская область)
Песчаное (укр. Піщане) — село,
Андреевский сельский совет,
Покровский район,
Днепропетровская область,
Украина.
Код КОАТУУ — 1224281208. Население по переписи 2001 года составляло 18 человек .

## Географическое положение
Село Песчаное находится на левом берегу реки Гайчур,
выше по течению на расстоянии в 0,5 км расположено село Заречное,
ниже по течению на расстоянии в 2 км расположено село Герасимовка.
По селу протекает пересыхающий ручей.

## История
- 1930 — дата основания.